# Trolls: ¡No pierdas el ritmo!
Trolls: ¡No pierdas el ritmo! (en inglés: Trolls: The Beat Goes On!) es una serie de televisión animada estadounidense producida por DreamWorks Animation y basada en la película Trolls (2016). La serie fue estrenada el 19 de enero de 2018 en Netflix.

## Trama
Tomando lugar donde la película se quedó, la serie sigue a Poppy, Ramón y sus amigos Trolls mientras se adaptan a vivir con sus agradables vecinos de Bergen.

## Reparto
- Amanda Leighton como Poppy
- Skylar Astin como Branch (en Hispanoamérica: Ramón)
- Ron Funches como Cooper

## Episodios
Episodios de Trolls: The Beat Goes On!